# Гаджіабад (Шазанд)
Гаджіабад (перс. حاجي اباد) — село в Ірані, у дегестані Кугсар, у Центральному бахші, шагрестані Шазанд остану Марказі. За даними перепису 2006 року, його населення становило 412 осіб, що проживали у складі 102 сімей.

## Клімат
Середня річна температура становить 11,62 °C, середня максимальна – 31,57 °C, а середня мінімальна – -11,67 °C. Середня річна кількість опадів – 264 мм.
| Клімат поселення                              | Клімат поселення | Клімат поселення | Клімат поселення | Клімат поселення | Клімат поселення | Клімат поселення | Клімат поселення | Клімат поселення | Клімат поселення | Клімат поселення | Клімат поселення | Клімат поселення | Клімат поселення |
| Показник                                      | Січ.             | Лют.             | Бер.             | Квіт.            | Трав.            | Черв.            | Лип.             | Серп.            | Вер.             | Жовт.            | Лист.            | Груд.            |                  |
| Середній максимум, °C                         | 6,19             | 8,19             | 13,25            | 18,98            | 24,19            | 29,65            | 31,57            | 31,49            | 26,72            | 20,62            | 13,32            | 7,66             |                  |
| Середня температура, °C                       | −2,75            | −0,75            | 4,32             | 10,05            | 15,26            | 20,73            | 25,09            | 25,01            | 20,24            | 14,14            | 6,84             | 1,19             |                  |
| Середній мінімум, °C                          | −11,67           | −9,68            | −4,61            | 1,12             | 6,32             | 11,80            | 18,61            | 18,54            | 13,77            | 7,66             | 0,37             | −5,28            |                  |
| Норма опадів, мм                              | 41               | 39               | 49               | 34               | 26               | 4                | 1                | 1                | 0                | 6                | 25               | 38               |                  |
| Середньомісячна швидкість вітру, м/с          | 1.29             | 2.05             | 2.71             | 3.09             | 2.73             | 2.39             | 2.38             | 2.27             | 2.30             | 1.88             | 1.88             | 1.32             |                  |
| Середньомісячна сонячна радіація, кДж/м²·день | 9653             | 12784            | 15347            | 18521            | 22453            | 26952            | 25887            | 24288            | 21464            | 16151            | 11316            | 9311             |                  |
| --------------------------------------------- | ---------------- | ---------------- | ---------------- | ---------------- | ---------------- | ---------------- | ---------------- | ---------------- | ---------------- | ---------------- | ---------------- | ---------------- | ---------------- |
| Джерело:                                      |                  |                  |                  |                  |                  |                  |                  |                  |                  |                  |                  |                  |                  |